# Прем'єр-Ліга КВН
Центральна «Прем'єр-Ліга» КВК є другою телевізійною лігою МС КВК і транслюється на російському Першому каналі, її було відкрито 2003-го року, ведучим Ліги був Олександр Масляков-молодший, ігри відбуваються у БКЗ «Академічний» у Москві, редагують лігу Михайло Гуліков (Запоріжжя-Кривий Ріг-Транзит) і Валентин Іванов (ХАІ), їм допомагає Олексій Ляпічев (Незолота молодь).
У Прем'єр-Лізі грають молодші команди КВК, переважно чемпіони й фіналісти різних офіційних ліг. 2004-го року було вирішено, що чемпіон Першої ліги потраплятиме до телевізійної ліги, тобто до Вищої чи Прем'єр, лише чемпіон Прем'єр-Ліги потрапляє автоматично до Вищої Ліги. До того ж до сезону Прем'єр-Ліги потрапляють і команди, переможені в 1/8 фіналу Вищої Ліги, яким пропонують продовжити сезон у Прем'єр-Лізі.
У грудні 2020 року стало відомо, що Прем'єр-ліга КВН більше не транслюватиметься на телебаченні. Замість неї на російському СТС виходитиме російська адаптація шоу «Ліга сміху»

## Схема сезону
Схема сезону Прем'єр-Ліги змінюється від сезону до сезону: сезони 2004, 2005 і 2006 починалися з Відбіркової гри, або «Фестивалю», далі йшли чотири гри 1/8-ї фіналу (три 2006-го) і два чвертьфінали (три 2006-го). У сезоні 2003 гралися відразу чотири «Вісімки», те саме відбувається й із 2007-го року, а потім три чвертьфінали (у першому сезоні третій чвертьфінал не планувався, але був доданий через кількість команд). Після чвертьфіналів ідуть півфінали, у яких грають від шести (2004) до десяти (2007, 2008, 2009) команд. У Фіналі грають переважно чотири команди; попри це, у сезонах 2008 і 2009 до фіналу пройшли шість команд.

## Журі
У журі Прем'єр-Ліги сидять відомі гравці КВК, від ветеранів (Михайло Марфін, Тетяна Лазарєва, Сергій Сивохо) до молодих гравців КВК (Олександр Якушев, Дмитро Кожома, Давид Цаллаєв). У фіналах Прем'єр-Ліги 2005, 2008 і 2009 у журі сидів Юлій Гусман, а ще 2008-го року в журі з'явилися співак Дмитро Колдун, який виступав за команду «Штормовое предупреждение», і Максим Забєлін, директор радіо «Юмор-ФМ». На фінал Прем'єр-Ліги 2009 було запрошено до журі Дмитра Нагієва, Леоніда Ярмольника та Михайла Єфремова. 2010-го року в журі з'явилися також й інші знаменитості: Сергій Лазарєв, Саті Казанова й Анатолій Вассерман.
До 2010-го року члени журі ухвалювали рішення нарадою між собою й не виставляли таблички з оцінками (хоч таблички з оцінками було використано в півфіналах і фіналі 2007, а також у фіналі 2009). Із сезону 2010 року до Прем'єр-Лігу введено звичну систему суддівства з табличками.

## Команди
Починаючи з 2003-го року у Прем'єр-Лізі зіграли 132 команди.

## Підсумки сезонів

### 2003
- Чемпіони — Регіон-13 (Саранськ), Лівий берег (Красноярськ)
- Перший віце-чемпіон — Нарти з Абхазії (Сухум)
- Другий віце-чемпіон — Дизель (Миколаїв)

### 2004
- Чемпіони — МаксимуМ (Томськ) і Мегаполіс (Москва)
- Перший віце-чемпіон — РосНоУ (Москва)
- Другий віце-чемпіон — Регіон-13 (Саранськ)

### 2005
- Чемпіон — МаксимуМ (Томськ)
- Перший віце-чемпіон — Піраміда (Владикавказ)
- Другий віце-чемпіон — Друзі (Перм)
- Третій віце-чемпіон — Збірна Малих Народів (Москва)

### 2006
- Чемпіон — Станція Спортивна (Москва)
- Перший віце-чемпіон — Збірна ДУУ (Москва)
- Другі віце-чемпіони — Університетський проспект (Москва) і БАК (Брюховецька)

### 2007
- Чемпіон — СОК (Самара)
- Перші віце-чемпіони — Байкал (Іркутськ-Улан-Уде) і Збірна ДУУ (Москва)
- Другий віце-чемпіон — Федір Двинятін (Москва-Ступіно)

### 2008
- Чемпіони — Поліграф Поліграфич (Омськ) і Тріод і Діод (Смоленськ)
- Перший віце-чемпіон — 25-а (Воронеж)
- Другий віце-чемпіон — Співучасники (Армавір)
- Треті віце-чемпіони — Сім горбів (рос. Семь холмов) (Москва) і Ботанічний сад (Хабаровськ)

### 2009
- Чемпіон — Парапапарам (Москва)
- Перший віце-чемпіон — 25-а (Воронеж)
- Другий віце-чемпіон — Чоловіча Збірна (Краснодар)
- Третій віце-чемпіон — DasISTfak't (Ярославль)
- Четвертий віце-чемпіон — ВіZит (Москва)
- П'ятий віце-чемпіон — ВІАсіПЕД (Красноярськ)

### 2010
- Чемпіон — Мінське Море (Мінськ)
- Перший віце-чемпіон — В'ятка (Кіров)
- Другий віце-чемпіон — Сега Мегадрайв 16 біт (Москва)
- Третій віце-чемпіон — Збірна Батайська (Батайськ)
- Четвертий віце-чемпіон — Мілленіум (Ульяновськ)

### 2011
- Чемпіон — ІДУ (Іркутськ)
- Перши віце-чемпіони — Факультет журналістики (Санкт-Петербург) i Сега Мега Драйв 16 біт (Москва)
- Другий віце-чемпіон — Ріжски готи (Рига)
- Треті віце-чемпіони — Ананас (В'язьма) i Збірна Камиз'яцкой сторінкі (Астрахань)

### 2012
- Чемпіон — Збірна Фізтеха (Долгопрудний)
- Перший віце-чемпіон — Союз (Тюмень)
- Другий віце-чемпіон — Плоха компанія (Красноярськ)
- Третій віце-чемпіон — Збірна Євразійського інституту (Ростов-на-Дону)
- Четвертий віце-чемпіон — Самокольори — Наше срібло (Кострома)
- П'ятий віце-чемпіон — Краснодар — Сочі

### 2013
- Чемпіони — Саратов (Саратов) i Збірна МФЮА (Москва — Волгоград)
- Перший віце-чемпіон — Збірна Дагестану (Махачкала)
- Другий віце-чемпіон — Горизонт (Москва)
- Третій віце-чемпіон — Жіноча збірна «Ррр» (Ростов-на-Дону)
- Четвертий віце-чемпіон — Молодіжна збірна (Омськ)

### 2014
- Чемпіон — Збірна Грузії (Тбілісі)
- Перший віце-чемпіон — Радіо Свобода (Ярославль)
- Другий віце-чемпіон — Збірна університету Синергія (Москва)
- Треті віце-чемпіони — Екскурсія по місту (Новосибірськ) i Все серйозно (Кемерово)
- Четвертий віце-чемпіон — Фулл Хаус (Москва)